# Hard 'n' Heavy
Albums de Anvil
Metal on Metal
(1982)
Hard 'n' Heavy est le premier album studio du groupe de heavy metal canadien Anvil. Il est sorti en 1981.

## Composition du groupe
- Steve « Lips » Kudlow - chants, guitare
- Dave Allison - guitare, chants sur I Want You Both (With Me) et Oh Jane
- Ian Dickson - basse
- Robb Reiner - batterie

## Liste des chansons de l'album
1. School Love
2. AC/DC
3. At The Apartment
4. I Want You Both (With Me)
5. Bedroom Game
6. Ooh Baby
7. Paint It, Black
8. Oh Jane
9. Hot Child
10. Bondage